# Iwan Fjodorowitsch Kodazki

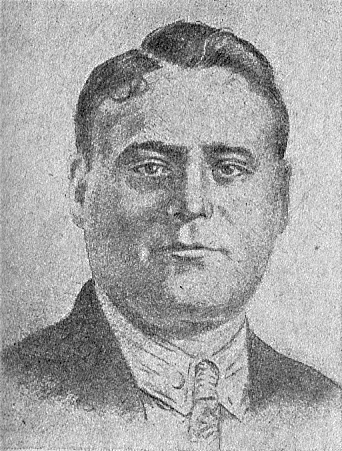
Iwan Fjodorowitsch Kodazki um 1936

Iwan Fjodorowitsch Kodazki (russisch Иван Фёдорович Кодацкий; * 19. Junijul. / 1. Juli 1893greg. in Nikolajew, Gouvernement Cherson; † 30. Oktober 1937 in Moskau) war ein sowjetischer Staatsmann und Funktionär der KPdSU.

## Leben
Der Arbeitersohn Iwan wurde nach dem Besuch einer Pfarrschule Lehrling in einer Druckerei, schloss die Handelsschule ab und arbeitete danach auf der Nikolajewer Werft als Dreher. Er ging 1914 nach Petrograd, arbeitete dort in den Maschinenbaufabriken Nowy Lessner (russisch Новый Лесснер), Nobel sowie Phönix, beteiligte sich an Streiks und erledigte Parteiarbeit für die SDAPR. Seit 1915 gehörte Iwan Kodazki dem Wyborger Bezirkskomitee der SDAPR an. Anfang 1917 saß er einen Monat im Gefängnis und wurde nach der Februarrevolution in den Petrograder Sowjet und in die Wyborger Bezirks-Duma gewählt. Iwan Kodazki beteiligte sich an der Vorbereitung der Oktoberrevolution und wurde darauf einer der Funktionäre der Sowjetmacht: 1917–1918 war er Sekretär im Arbeitsministerium der RSFSR. 1922–1928 leitete Iwan Kodazki die Parteiorganisationen einiger Petrograder Stadtbezirke. 1928 wurde er Vorsitzender des Leningrader Volkswirtschaftsrates. Seit 1930 war Iwan Kodazki einer der engsten Vertrauten Kirows.
1937 war er Leiter der Abteilung Leichtmaschinenbau im Volkskommissariat Schwerindustrie.
Iwan Kodazki wurde am 28. Juni 1937 verhaftet, am 29. Oktober 1937 zum Tode verurteilt und am darauffolgenden Tag hingerichtet.
Am 14. März 1956 – während Chruschtschows Tauwetter – wurde Iwan Kodazki postum rehabilitiert.

## Präsenz in den Gremien der Sowjetmacht
- 10. Januar 1930 bis 14. Dezember 1931: Vorsitzender des Leningrader Gebietskomitees der KPdSU,
- seit April 1930 Vorsitzender des Leningrader Stadtsowjets,
- Delegierter des 6., 12., 13. und 15. bis 17. Parteitages der KPdSU,
- seit dem 15. Parteitag Kandidat des ZK der KPdSU und seit dem 16. Parteitag Mitglied des ZK,
- Mitglied des Präsidiums des Allrussischen Zentralen Exekutivkomitees,
- Mitglied des Zentralen Exekutivkomitees der UdSSR[3].

## Ehrungen
- 1987–1993 war in Sankt Petersburger Stadtbezirk Newski eine Straße nach Iwan Kodazki benannt.[4]

## Anmerkung
1. ↑  Der Roman Jahre des Terrors von Anatoli Rybakow ist eine erzählerische Auseinandersetzung mit den Stalinschen Säuberungen. Dem 16. Kapitel des Romans fügt der Autor einen dokumentarischen Schluss bei. Rybakow schreibt: „Alle Kampfgenossen von Kirow... wurden liquidiert...: Tschudow, Kodazki, Alexejew, Smorodin, Posern, Ugarow und Struppe...“ (Rybakow, S. 208, 10. Z.v.o.)